# Droga wojewódzka 462
Die Droga wojewódzka 462 (DW 462) ist eine 18 Kilometer lange Droga wojewódzka (Woiwodschaftsstraße) in der polnischen Woiwodschaft Opole, die Krzyżowice  mit Stobrawa verbindet. Die Straße ist unterbrochen, da bei Kopanie keine Brücke über die Oder vorhanden ist. Sie liegt im Powiat Brzeski.

## Straßenverlauf
Woiwodschaft Großpolen, Powiat Opolski
- 00 km:  Krzyżowice (Kreisewitz) (DW 401)
- 08 km:  DK 94
- 09 km:  Łosiów (Lossen) (DK 94)
- 14 km:  Kopanie (Koppen) (DW 460)
- 18 km:  Stobrawa (Stoberau) (DW 457)